# Jacobus Johannes Cornelis Korthals Altes
Jacobus Johannes Cornelis Korthals Altes (Amsterdam, 20 september 1909 – Den Haag, 2 april 1984) was tijdens de Tweede Wereldoorlog in Nederlands-Indië commandant van de 4de divisie mijnenvegers. Hij werd Kees of Case genoemd.
Voor de oorlog voer Korthals Altes op de Hr. Ms. Java, de Hr. Ms. Sumatra en de Hr. Ms. De Ruyter.
Na de Japanse inval van december 1941 werd besloten dat de Nederlandse schepen die in Soerabaja lagen, niet in handen van de vijand mochten vallen. Voorbereidingen moesten worden getroffen om indien nodig te vluchten of de schepen te vernietigen. De definitieve order hiertoe zou bevestigd worden met de code KPX. Toen dat bevel niet kwam, besloten sommige commandanten de vlucht vast goed voor te bereiden. Korthals Altes was toen commandant van de Hr. Ms. Smeroe, waarmee mijnen werden opgeruimd.

## Vlucht uit Soerabaja
Op 3 maart 1942 verlieten drie lichte hulpmijnenvegers, de Hr. Ms. Smeroe, de Hr. Ms. Merbaboe en de Hr. Ms. Rindjan, onder leiding van Luitenant-ter-zee Korthals Altes de Nederlandse marinehaven in Soerabaja en kwamen op 10 maart veilig aan in Broome, Australië. De vlucht was succesvol, maar werd vooraf niet door iedereen ondersteund. Het leek onmogelijk, een zelfmoordactie. Om de slagingskans te vergroten werden de schepen bekleed met bomen en takken, om aldus gecamoufleerd er vanuit de lucht als eiland uit te zien. Er werd alleen 's nachts gevaren.
Op 6 maart kwam de code KPX-code. Drie van de vier achtergebleven mijnenvegers voeren uit. Ltz1 J.P.A. Dekker, commandant van de Hr. Ms. Pieter de Bitter, vond de onderneming te gevaarlijk en vernietigde zijn schip met twee tijdbommen. De Hr. Ms. Jan van Amstel, onder commando van Ltz2 C. de Greeuw, en de Hr. Ms. Eland Dubois onder commando van Ltz2 H. de Jong, waren niet gecamoufleerd. Ltz1 A. van Miert, commandant van de Hr. Ms. Abraham Crijnssen, was beter voorbereid: hij had zijn schip in schutkleuren laten verven en vervolgens met bomen en takken laten bedekken. De Abraham Crijnssen kwam dan ook veilig in Geraldton aan.

## Carrière
| Van             | Tot              | Functie                                                              |
| --------------- | ---------------- | -------------------------------------------------------------------- |
| 27 januari 1941 | 28 mei 1942      | commandant van de divisie mijnenvegers IV                            |
| 28 mei 1942     | 23 december 1942 | commandant van het Hr. Ms. hulpschip Soedoe                          |
| 11 januari 1943 | 20 maart 1943    | aan boord van de Hr. Ms. Tromp commandant divisie mijnenvegers       |
| 19 juni 1944    | 8 juli 1944      | commandant van de Hr. Ms. Noordvaarder als opvolger van Reijer Lucas |
| 8 juli 1944     | 1 september 1944 | commandant van de Hr. Ms. IJsselmonde                                |
| november 1944   | november 1945    | commandant van de operationele duikersploeg, Party No. 3006          |
| december 1944   | januari 1945     | commandant van de operationele duikersploeg, Vlissingen              |
| mei 1945        | oktober 1945     | commandant van de operationele duikersploeg, Bremen                  |

## Onderscheidingen
- Bronzen Leeuw op 3 juli 1947[3]
- Kruis van Verdienste met Gesp op 22 juli 1943[4]
- Oorlogsherinneringskruis met 3 gespen (OHK.3)
- Onderscheidingsteken voor Langdurige Dienst als Officier, met cijfer XV
- George Medal[5]

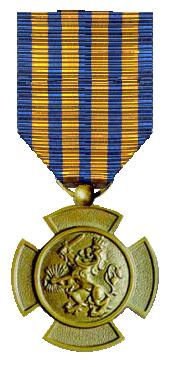
BL
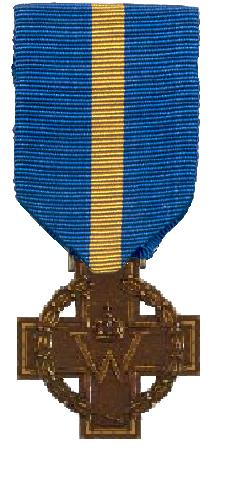
KV
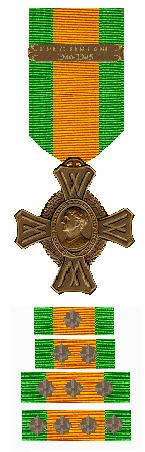
OHK
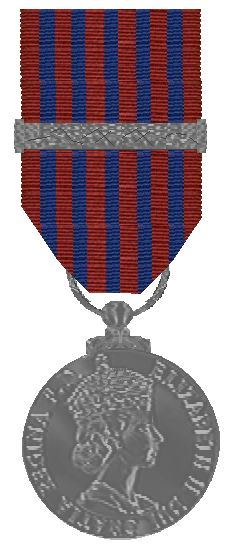
GM